# Pallejà
Pallejà és un municipi de la comarca del Baix Llobregat, forma part de l'Àrea Metropolitana de Barcelona. Gràcies a la seva proximitat amb la ciutat de Barcelona, Pallejà gaudeix d'una sèrie d'avantatges, ja que pot gaudir dels serveis de la gran ciutat i de la tranquil·litat d'un entorn natural definit pel riu Llobregat i la Serralada Litoral.

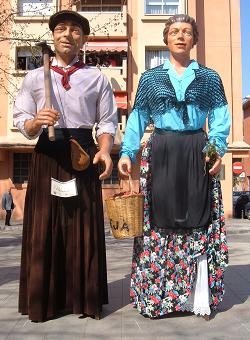
En Martí i na Laieta, Gegants de Pallejà

Està format per tres nuclis de població: Pallejà, La Magina i Fontpineda i està emplaçada a la banda dreta del Llobregat, que fa límit amb els termes municipals de Molins de Rei i el Papiol, situats a la seva esquerra. Segons dades de l'INE a 01/01/2009, hi viuen 11.134 habitants. Els gegants d'aquest poble són la Laieta i el Martí, l'Oleguer i la Clara. Per la festa major, Santa Eulàlia (la geganteta), posen la fira i fan diverses activitats. També hi ha la zona Esportiva, on es fan la majoria d'extraescolars d'esport. Com patinatge, natació sincronitzada (a la piscina coberta), futbol... I a l'estiu pots gaudir de la piscina descoberta, on hi ha un bolet. Hi ha diverses escoles: La Garalda, Àngel Guimerà, Jacint Verdeguer i L'Oreig (a Font Pineda), que és una escola privada.

## Geografia
La vall de la que forma part Pallejà és al curs baix del riu, encaixat, a aquesta alçada, a la serralada Litoral gràcies a un sistema de fractures que van crear aquesta vall per la que passa el Llobregat en el seu tram final.
El terme municipal ocupa la plana al·luvial, propera al riu, i part del massís de les Planes o Montmany, un dels contraforts més orientals del massís del Garraf-Ordal pertanyents a la Serralada Litoral. Les altituds més destacades són les Planes (269 m), el Guixar (322 m), el Cucut (328 m), el Cuixó (302 m) i altres de menors com el Puig de Gratallops.
El límit nord-occidental del terme és amb el de Corbera de Llobregat seguint la carena de Montmany, ja que només el puig de Socies resta dins de Corbera, fins a la part més propera al Llobregat, en fan partió el turó del Bori (188 m) i la roca de Droc (156 m).
A migdia el terme limita amb el de Cervelló, per sota les Planes, i amb el de Sant Vicenç dels Horts per la riera del Manyà.
El terme municipal de Pallejà és creuat per l'autovia N-II, per la N-340 i per la línia Llobregat-Anoia dels Ferrocarrils de la Generalitat de Catalunya.
Els materials geològics que trobem dins el terme tenen unes edats molt variades entre els cinc-cents setanta milions d'anys els més antics del Paleozoic i els temps actuals per les roques de formació quaternària. A prop de la zona que ocupava antigament la bòbila d'en Roca, afloren materials rocosos dels més antics del terme i s'estenen fins a arribar gairebé a la riera Fonda. Les roques següents que apareixen per ordre d'antiguitat són les del Mesozoic amb uns dos-cents vint-i-cinc milions d'anys i ocupen una bona part del terme. Així, a la part alta de la plana al·luvial apareixen els materials basalts del Triàsic, o sigui les primeres roques que van formar-se en aquesta edat geològica, i que són conglomerats i gresos silicis de color vermellós. Al peu del cingle de Montmany hi ha materials calcaris (calcàries i dolomies) explotats, en altres temps, per l'empresa Ciments Molins.

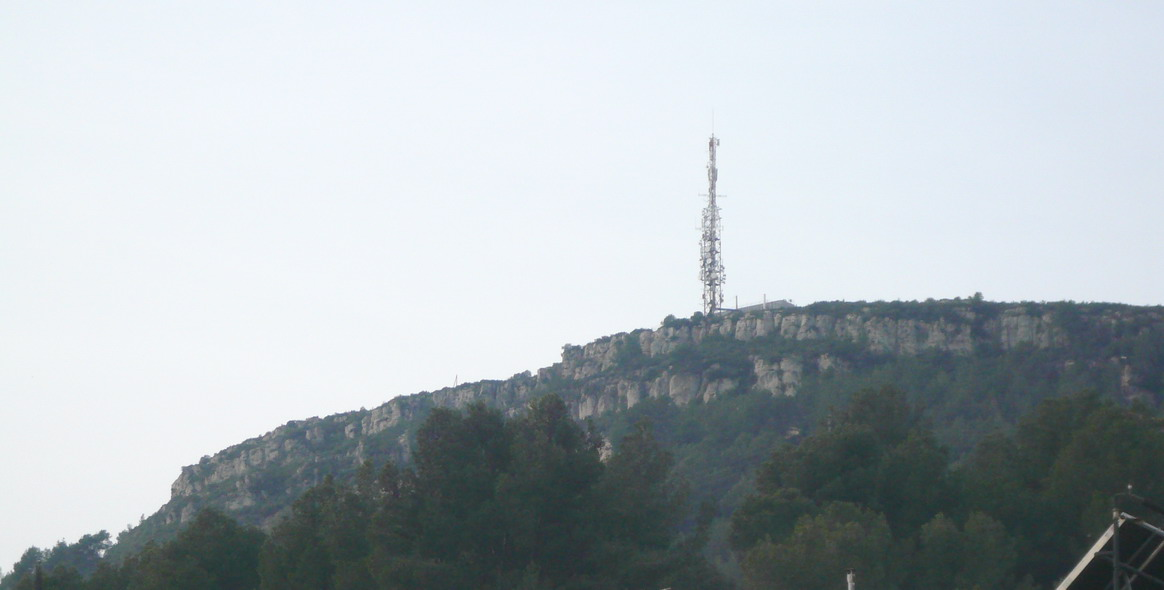
Les Planes, vist des de Pallejà.

A prop de la zona on està situada la fàbrica de Ciments Molins, per sota de la zona d'explotació dels gresos vermells, en una zona entre els termes de Cervelló, Sant Vicenç dels Horts i Pallejà, afloren gresos blaus i groguencs amb força restes de fòssils. Són roques, aquestes, que pertanyen al Cenozoic, concretament al Miocè i que tenen aproximadament una antiguitat d'uns vint milions d'anys.
El quaternari, o roques de formació molt recent o actual, ocupa la plana al·luvial i algunes petites zones enlairades, com per exemple darrere de l'església, en les quals podem observar restes de les terrasses fluvials que en temps passats construireu el mateix riu Llobregat.
La plana al·luvial és ocupada per cultius, encara que cada cop hi veiem més construccions i, per tant, menys conreus. Avui dia els pagesos de Pallejà ja no poden guanyar-se la vida tan sols del camp, car aquest ja ha estat reduït a la mínima expressió.

## Vegetació
La vegetació natural de la zona apareix al vessant de la muntanya, on encara queden restes de la típica vegetació mediterrània amb sotabosc abundant. Això vol dir que tampoc tenim una gran zona boscosa, ja que la gran activitat humana que es desenvolupa en aquest indrets van fer que les zones boscoses entressin en recessió.
Si a més tenim present que la zona té un típic clima mediterrani, i que part del terreny on es podria desenvolupar la vegetació és calcari, el que vol dir que el sòl és de molt lenta evolució i, per tant, petit l'espai que tenen les arrels per créixer, és clar que la vegetació que trobarem serà de fulla petita i dura per evitar les pèrdues d'aigua en les èpoques de sequera, i que després d'un incendi sigui molt lenta la recuperació de la vegetació.
Així, el més fàcil és observar petites zones boscoses de pi i una vegetació de fulla endurida i petita en la qual predominen plantes com el llentiscle, la farigola, el romaní, l'estepa, la gatosa, el margalló, el garric, el ginebró, ... que ocupa gran part de les Planes després dels incendis que acabaren, fa anys, amb el bosc i la vinya de la zona.

## Història
El lloc de Pallejà segurament ha estat habitat des d'època romana i ni en el període de les invasions ni tampoc en la primera conquesta als sarraïns, no degué ser abandonat del tot. A l'edat mitjana el lloc de Pallejà pertanyia al terme (després baronia) del castell de Cervelló. La villa Palaiano és documentada el 910. El comte Miró de Barcelona, pel seu testament del 965, donà l'església de Santa Eulàlia de Pallejà a la seu de Barcelona. La quadra de Pallejà, inclosa dins la baronia de Cervelló, pertanyia al segle xiii als Clariana. El 1316 Pere de Clariana, fill de Guerau, va vendre per 10.000 sous la seva casa i senyoriu a Guillem Olomar, jutge de la cúria reial de Barcelona, ambaixador i conseller reial. Els Olomar van posseir la casa de Pallejà fins al 1392 en què Aldonça Olomar es va casar amb Ramon de Torrelles, conseller i cambrer major del rei Martí, senyor de Rubí, de Torrelles de Llobregat i, des de 1405, de la Roca del Vallès. Aleshores el terme jurisdiccional de Pallejà es va unir als dels Torrelles. Durant el segle xv les guerres de remences (1462-1472 i 1484-85) i les epidèmies van arruïnar molts masos de la zona del Llobregat, i els Torrelles no tingueren més remei que reduir els censos. L'abolició dels mals usos per la Sentència Arbitral de Guadalupe (1486) no va afectar gaire uns pagesos que ja havien aconseguit l'enfranquiment de la cugucia, la intestia i l'eixorquia des de 1240 per Bernat de Clariana, i de la quèstia i la tragina el 1296, per Guerau de Cervelló.
Els conflictes jurisdiccionals entre els Clariana i els Cervelló foren abundants i entre les dues senyories mai s'acabaren de resoldre les qüestions a causa del mer imperi. En el segle xv, Martí Benet de Torrelles es va casar amb Maria de Sentmenat i el seu fill Pere de Torrelles i Sentmenat, va heretar els termes de Pallejà i Torrelles

## Demografia[2]
| Entitat de població | Habitants (2023) |
| Pallejà             | 9.476            |
| Fontpineda          | 2.051            |
| la Magina           | 209              |
| Font: Idescat       |                  |

| 1497 f | 1515 f | 1553 f | 1717 | 1787 | 1857 | 1877 | 1887 | 1900 | 1910 |
| ------ | ------ | ------ | ---- | ---- | ---- | ---- | ---- | ---- | ---- |
| 14     | 14     | 14     | 212  | 507  | 838  | 729  | 733  | 656  | 637  |

| 1920 | 1930  | 1940  | 1950  | 1960  | 1970  | 1981  | 1990  | 1992  | 1994  |
| ---- | ----- | ----- | ----- | ----- | ----- | ----- | ----- | ----- | ----- |
| 692  | 1.022 | 1.012 | 1.065 | 2.230 | 4.081 | 5.692 | 6.331 | 6.710 | 6.710 |

| 1996  | 1998  | 2000  | 2002  | 2004  | 2006   | 2008   | 2010   | 2012   | 2014   |
| ----- | ----- | ----- | ----- | ----- | ------ | ------ | ------ | ------ | ------ |
| 6.846 | 7.001 | 7.258 | 8.192 | 9.746 | 10.535 | 11.011 | 11.263 | 11.255 | 11.253 |

| 2016   | 2018   | 2020   | 2022   | 2024   | 2026 | 2028 | 2030 | 2032 | 2034 |
| ------ | ------ | ------ | ------ | ------ | ---- | ---- | ---- | ---- | ---- |
| 11.348 | 11.486 | 11.622 | 11.593 | 11.825 | -    | -    | -    | -    | -    |

## Mobilitat
Pallejà es un poble ben comunicat amb el seu entorn a causa dels serveis oferts a causa de formar part de l'Àrea Metropolitana.

### Autobusos
Pallejà compta amb un servei d'autobusos ofert per la companyia Soler i Sauret que ofereix servei diürn i nocturn. També hi ha un servei d'autobusos que connecta el nucli urbà amb Fontpineda. Desde l'any 2019, Pallejà ha passat a ser zona 1 dintre de la zona tarifaria de l'AMB. Amb l'objectiu d'avançar en la unificació del preu del transport públic en tots els municipis que formen part de l'ens metropolità.

#### Línies urbanes
Rutes des del nucli urbà de Pallejà fins a Fontpineda i viceversa amb servei tots els dies de la setmana.

#### Línies Interurbanes
Les línies que circulen per Pallejà ofertes per Soler i Sauret connecten el nucli urbà de Pallejà amb els pobles que l'envolten i amb la ciutat de Barcelona. Les línies són:
Línia L63: Palau – Sant Andreu – Pallejà - Barcelona
Línia L64: Martorell – Palau – Sant Andreu – Pallejà – Molins de Rei – Sant Feliu de Llobregat – Sant Just Desvern - Barcelona
Línia L65: Martorell – Palau – Sant Andreu – Pallejà – Molins de Rei – Sant Feliu de Llobregat – Sant Just Desvern
Línia L68: Martorell – Palau – Sant Andreu – Pallejà – Molins de Rei - Barcelona
Línia L69: Martorell – Palau – Sant Andreu – Pallejà – Barcelona

### Ferrocarrils de la Generalitat

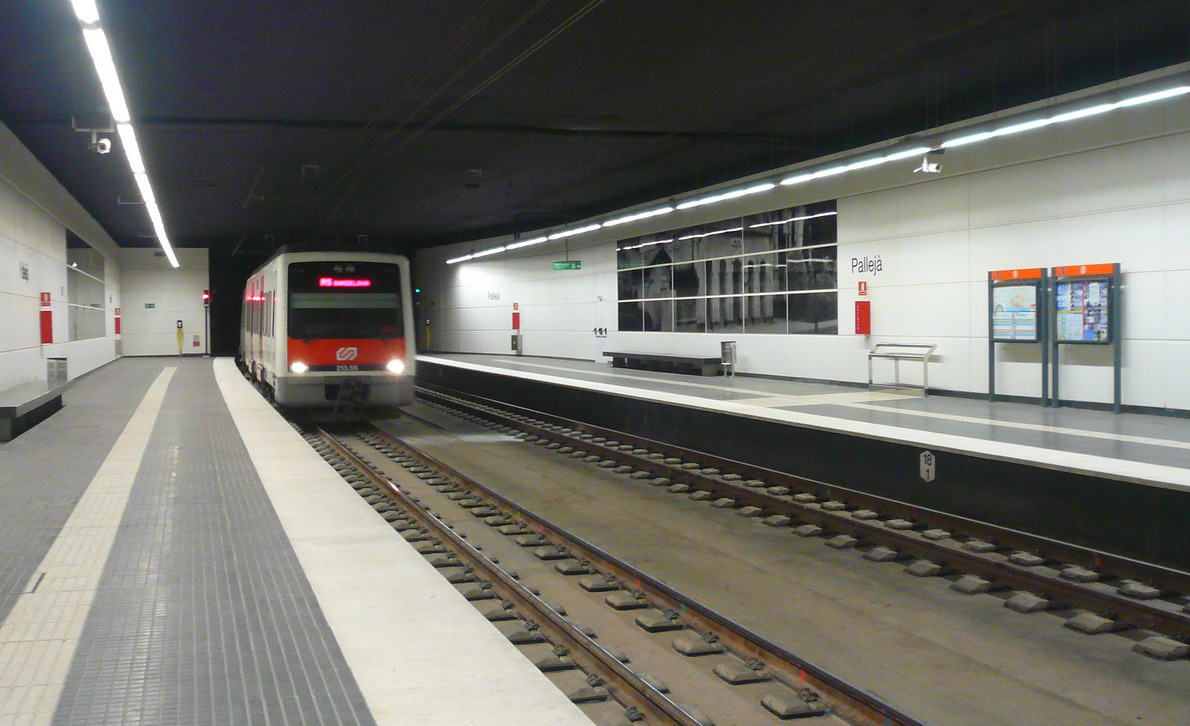
Estació de Pallejà soterrada des de l'any 2007.

La línia Llobregat-Anoia és la que connecta Pallejà amb la ciutat de Barcelona i els pobles propers. L'any 2007, es va inaugurar la nova estació de Pallejà subterrada amb fotografies de l'antiga estació. Les tres línies que paren són:
Barcelona (Pl. Espanya) – Martorell
Barcelona (Pl. Espanya) – Igualada
Barcelona (Pl. Espanya) – Manresa
Barcelona (Pl. Espanya) – Olesa de Montserrat

## Fontpineda
EL nucli residencial de Fontpineda és conseqüència del Pla Parcial d'Ordenació Urbana de la finca Montmany de Sobrerroca, aprovat pel Consell Ple de la Corporació Metropolitana de Barcelona el 26-04-1968, que creà un sector residencial permanent i de temporada de cases aïllades, situat a l'Oest del nucli urbà de Pallejà. En la seva major part abasta la finca denominada "Can Montmany de Sobrerroca, la seva superfície és de 207 Has. i l'accés rodat es fa per La Palma de Cervelló, si bé actualment hi ha un camí rural que l'enllaça amb Pallejà. Aquest Pla va adaptar-se al Pla General Metropolità en la seva redacció de 1976.
Actualment es troba pràcticament consolidada la seva edificació, si bé hi resten alguns solars sense construir. Disposa dels serveis d'abastament d'aigua potable, enllumenat públic, recollida selectiva de deixalles i xarxa de clavegueram. El nombre d'habitants censats al barri actualment és de 1.146, si bé cal considerar una població addicional no determinada que correspon als habitatges de 2a residència.

## Democràcia

### Eleccions Municipals
| Període     | Alcalde o alcaldessa                              | Partit polític     | Data de possessió | Observacions |
| ----------- | ------------------------------------------------- | ------------------ | ----------------- | ------------ |
| 1979–1983   | Julio Ceballos Domínguez                          | PSC                | 19/04/1979        | --           |
| 1983–1987   | Julio Ceballos Domínguez                          | PSC                | 28/05/1983        | --           |
| 1987–1991   | Josep Cardús Rosselló                             | CiU                | 30/06/1987        | --           |
| 1991–1995   | Josep Cardús Rosselló                             | CiU                | 15/06/1991        | --           |
| 1995–1999   | Josep Cardús Rosselló                             | CiU                | 17/06/1995        | --           |
| 1999–2003   | Josep Cardús Rosselló                             | CiU                | 03/07/1999        | --           |
| 2003–2007   | Josep Jordana Grau                                | CiU                | 14/06/2003        | --           |
| 2007–2011   | José Antonio Rubio Leiva / Ismael Álvarez Serrano | Independents / CiU | 16/06/2007        | --           |
| 2011–2015   | Ismael Álvarez Serrano                            | CiU                | 11/06/2011        | --           |
| 2015–2019   | Ascensión Ratia Checa                             | Entesa per Pallejà | 13/06/2015        | --           |
| 2019-2023   | Ascensión Ratia Checa                             | Entesa per Pallejà | 15/06/2019        | --           |
| Des de 2023 | n/d                                               | n/d                | 17/06/2023        | --           |

### Consulta sobre la independència
El 25 d'abril del 2010 el col·lectiu Pallejà Decideix va convocar una consulta sobre la independència de Catalunya a la vila de Pallejà, la qual va obtenir un 13,15% de participació (1171 vots), dels quals el 90,3% (1057 vots) van ser a favor del sí, el 7,5% (88 vots) a favor del no, 2% (24 vots) van votar en blanc i un 0,2% (2 vots) dels vots van ser nuls.

## Cultura
Adroc Pallejà (2004-2018) era la principal revista que es feia servir a Pallejà. Els anuncis publicitaris i similars havien de complir el “Reglament de publicitat” aprovat per l'ajuntament i publicat al Butlletí Oficial de la Província de Barcelona.

## Llocs d'interès
Arquitectònics:
- Museu Municipal de Pallejà, Masia Museu[9]
- L'Església de Santa Eulàlia de Pallejà[10]
- Les Masies del segle xix[11]
- L'Ajuntament[12]
- El Castell de Pallejà

Natural:
- L'Espai Natural de les Rovires
- Les Planes
- El riu Llobregat